# Mariza Koch

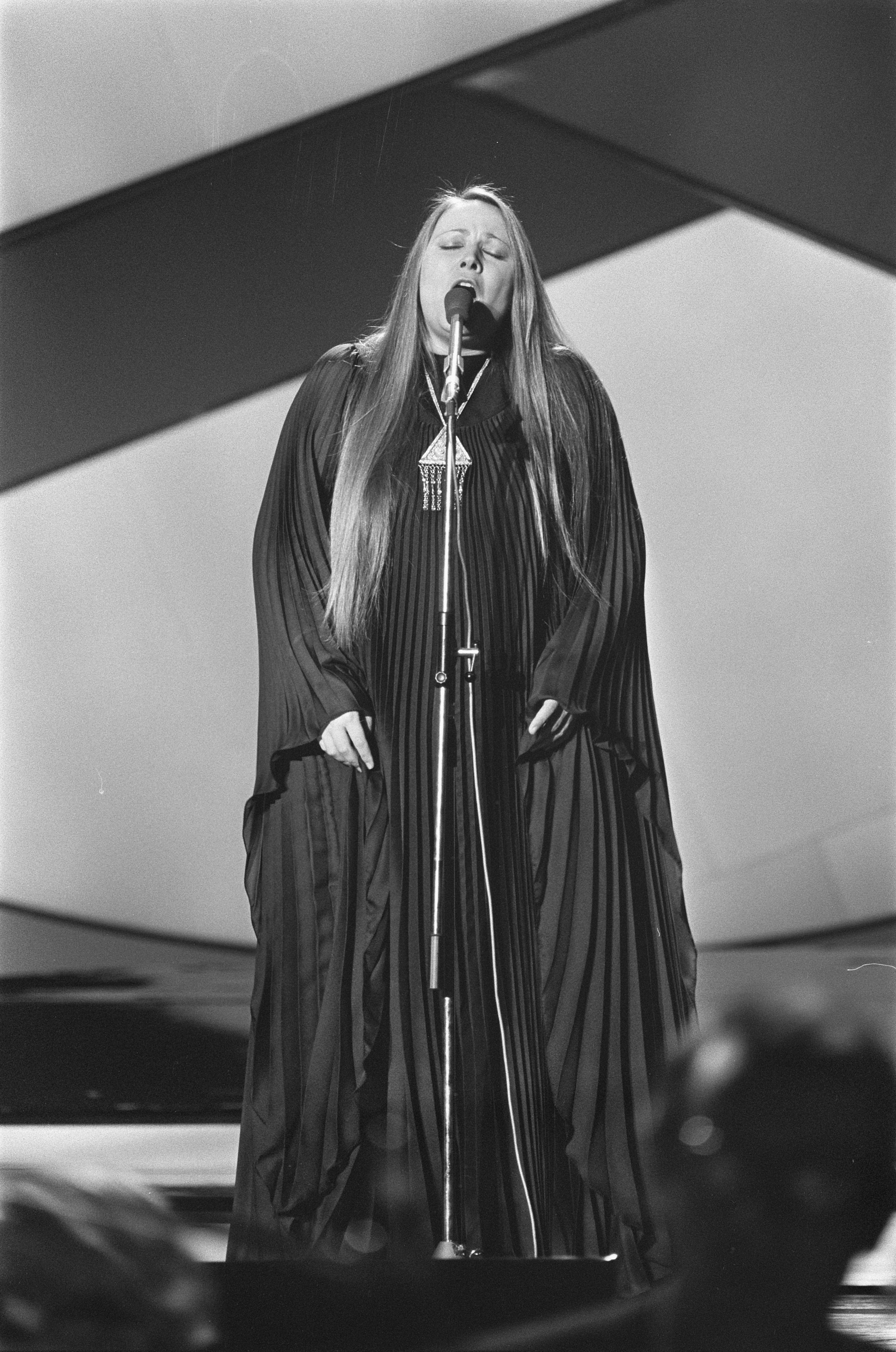
Mariza Koch beim Eurovision Song Contest 1976

Mariza Koch (griechisch Μαρίζα Κωχ; * 14. März 1944 in Athen) ist eine griechische Folkloresängerin.

## Leben und Wirken
Die Tochter einer Griechin und eines Deutschen startete ihre Musikkarriere 1971. Als Vertreterin einer traditionellen griechischen Musik hatte sie weltweite Auftritte.
Sie wurde vom Rundfunk ERT intern ausgewählt, Griechenland beim Eurovision Song Contest 1976 in Den Haag mit dem Titel Panagia mou, Panagia mou zu vertreten. Sie erreichte Platz 13.